# West Cape (Neuseeland)

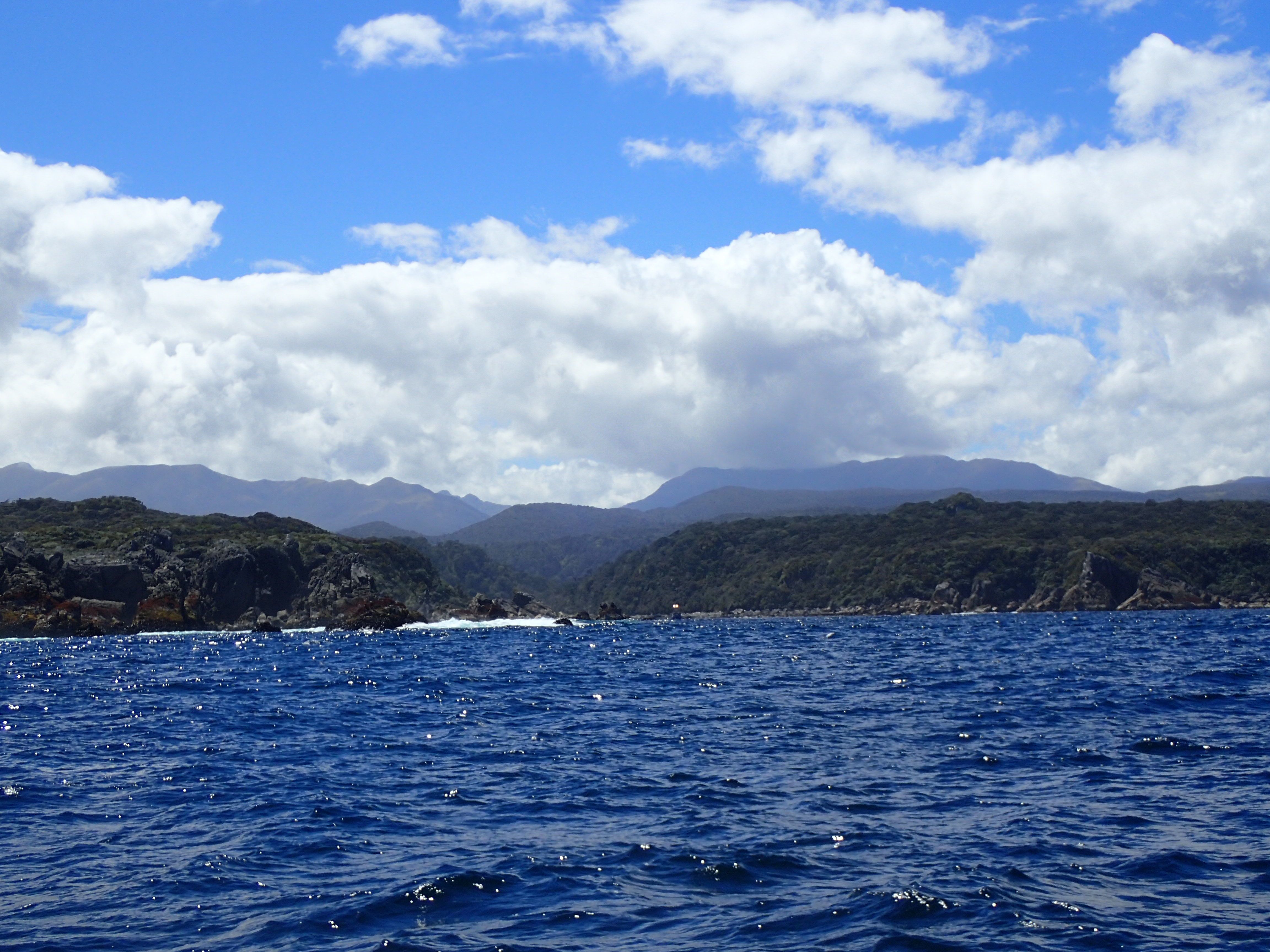
West Cape und Newton River (2017)

Das West Cape ist ein Kap im Southland District der Region Southland auf der Südinsel von Neuseeland. Das Kap stellt den westlichsten Punkt der Südinsel dar.

## Geographie
Das West Cape befindet sich rund 10 km südlich des Tamatea / Dusky Sound und rund 6 km westsüdwestlich des Lake Fraser an der Westküste von Fiordland. Das Kap ist damit Teil des Fiordland National Parks. Direkt südlich des Kaps mündet der Newton River, der sich aus dem Lake Fraser speist, in die Tasmansee.
Das Kap ist auf dem Landweg nicht zu erreichen.